# Pont dormant

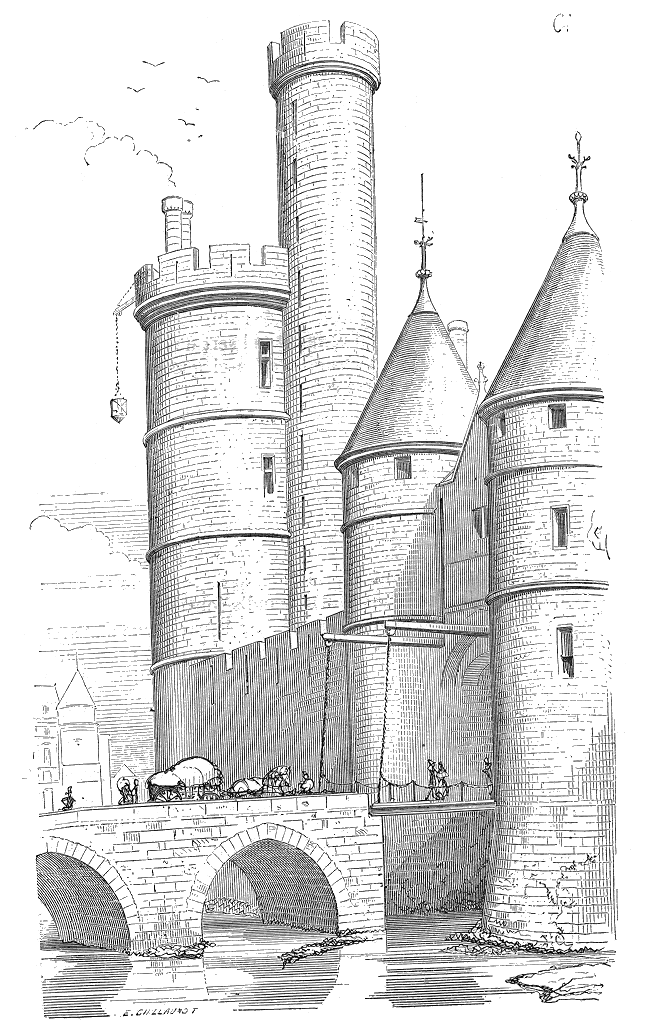
La tour de Nesle et son pont dormant à gauche, son pont-levis à droite

Un pont dormant  est une œuvre d'architecture défensive, intégrée à une structure fortifiée, dont il est généralement un des rares accès possibles et pouvant être facilement contrôlé. Il peut être soit :
- Un pont établi sur un fossé et qui est fixe, contrairement au pont-levis[1].
- Ou la partie fixe du pont à laquelle est rattaché le pont-levis. Sa position est dite dormante[2].

L'appellation dormant ou dormante fait donc référence à l'immobilité de cette structure d'accès, par opposition à la mobilité du pont-levis.